# Friedrich Theodor Bach
Friedrich Theodor Bach (* 1757 in Eisenach; † 1. Juli 1815 in Emmerich am Rhein) war ein preußischer Beamter.

## Leben
Friedrich Theodor Bach war seit 1787 mit Friederike Luise (geb. Haesbert) verheiratet; gemeinsam hatten sie eine Tochter.
Zu seiner Herkunft und Ausbildung liegen keine Hinweise vor.
Er trat 1790 in preußische Dienste und war im Mai 1793 Deichinspektor und zugleich Assessor bei der Akzisedirektion Emmerich; dort war er auch wohnhaft.
1800 war er als Kriegs- und Domänenrat sowie Oberdeichinspektor bei der Kriegs- und Domänenkammer in Kleve eingesetzt und blieb auf diesem Posten bis 1806, wohnte aber weiterhin in Emmerich.
Als er verstarb, war er preußischer Regierungsrat und Generaldirektor des Wasserbaus am Rhein.
Während der Revolutionskriege mit Frankreich (siehe Koalitionskriege) wurde sein Haus 1794 während des Bombardements von Emmerich schwer beschädigt.